# Corynebacterium minutissimum
Corynebacterium minutissimum is een bacterie die huidaandoeningen  veroorzaakt zoals rode tot bruinrode plekken, verharde huid en soms fijne schilfering onder de oksels, in de liezen, onder de borsten of in de bilspleet.